# Acidificación del suelo

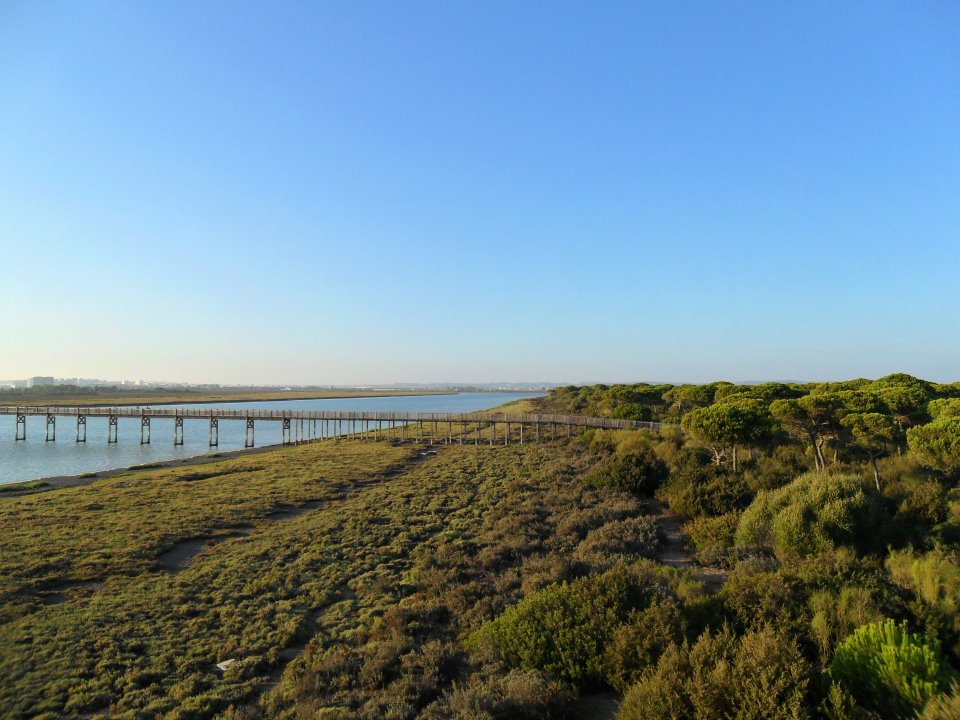
Bosque de pinos al lado del mar en el Sur de España. El pino como planta es un agente acidificador del suelo, lo que indirectamente impide que otras especies colonicen el suelo

Mapa de la acidez del suelo (Rojo: ácido; Amarillo: Neutro; Azul: alcalino)

La acidificación del suelo es el proceso por el cual el suelo absorbe cationes de hidrógeno, reduciendo su pH. Como el hidrógeno solo tiene un electrón, cuando lo pierde solo queda el protón, de ahí que a veces se diga que el suelo ha ganado protones. El proceso de acidificación ocurre cuando un donante aporta protones al suelo. El donante puede ser un ácido, como el ácido nítrico y el ácido sulfúrico (ambos ácidos son componentes de la lluvia ácida), los cuales reaccionan con el suelo liberando protones. También hay compuestos que pueden terminar acidificando el suelo, como el sulfato de aluminio. Los fertilizantes industriales con compuestos nitrogenados también acidifican el suelo a largo plazo ya que producen ion amonio, que es un donante de protones.
La acidificación también ocurre cuando un elemento base como calcio, magnesio, potasio y sodio son filtrados al suelo. Estos elementos suelen venir asociados a lugares con lluvias intensas y sostenidas. La lluvia ácida acelera el proceso de infiltración de las bases. Las plantas capturan esas bases antes de que ataquen al suelo. Cuando se tala un bosque o se quema se pierden todas esas bases absorbidas por las plantas, resultando en una pérdida de riqueza del suelo.
El proceso puede ser natural, porque las propias plantas acidifiquen el suelo, o artificial, por causas humanas.

## Hojas de plantas caídas en el suelo
Muchas plantas producen ácidos orgánicos. El suelo incorpora todo los ácidos que venían en las hojas (incluyendo el ácido acético, ácido húmico, ácido oxálico y ácido tánico son liberados). Este proceso es especialmente agudo en bosques de coníferas con especies como pinos, piceas y abetos que tienen más capacidad de devolver esos cationes al suelo que los árboles caducifolios.

## Rocas en el suelo
Ciertos materiales también contribuyen a la acidificación del suelo:
- Granito y toda su familia de rocas ígneas son llamadas "acidifantes" debido a la gran cantidad de cuarzo libre que contienen, que en contacto con el agua produce ácido silícico. También tienen una cantidad importante de calcio y magnesio.
- Sedimentarias como el carbón o el esquisto son ricas en sulfitos, que una vez hidratados y oxidados se convierten en ácido sulfúrico que es mucho más fuerte que el ácido silícico. Las arcillas marinas son también ricas en sulfitos en algunos casos, y pueden volverse muy ácidas después de un proceso de oxidación.

## Polución y lluvia ácida
La acidificación puede también ocurrir por emisiones de nitrógeno al aire, tanto que el nitrógeno finalmente se deposite en el suelo. No hay que olvidar la contribución de la lluvia ácida.

## Componentes acidificantes
- Sulfato de aluminio
- Urea